# Музей Курциуса
Музей Курциуса (фр. Musée Curtius) — музей археологии, исторических артефактов, изделий художественных ремёсел и прикладного искусства, расположенный в историческом центре Льежа на берегу реки Маас, Бельгия. Музей выставочной площадью более 5000 квадратных метров и более 5000 экспонатов является крупнейшим музеем и национальным достоянием Валлонии (южная Бельгия).

## История

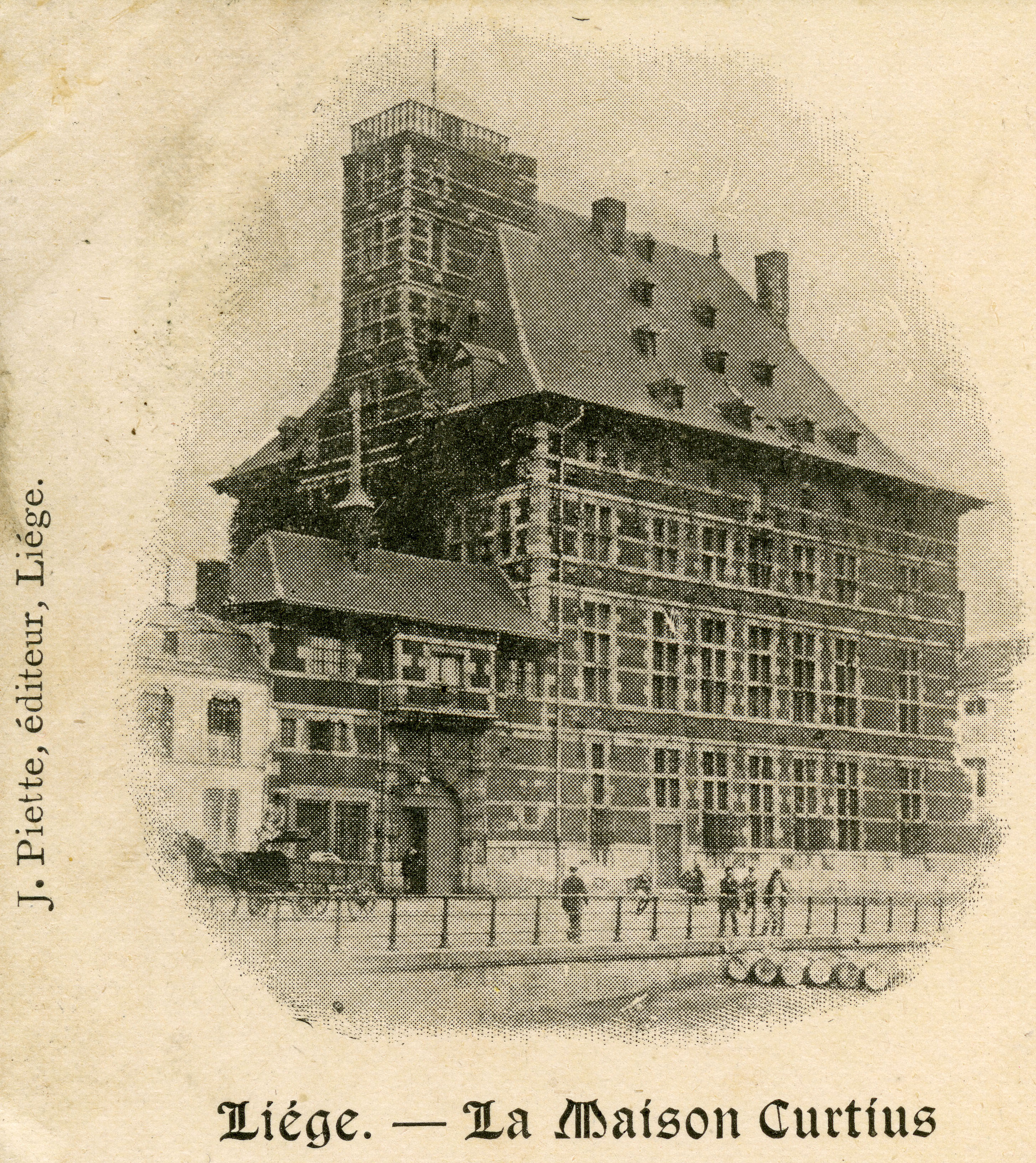
Особняк Курциуса. 1898

4 апреля 1850 года несколько энтузиастов основали Льежский археологический институт, ассоциацию, целью которой было собирать и экспонировать предметы искусства и древности. После некоторых скитаний в 1874 году во флигеле Дворца принцев-епископов на площади Сен-Ламбер был открыт музей. В 1896 году коллекции Института и муниципалитета Льежа были объединены.
В 1901 году муниципалитет для размещения нового музея древностей приобрёл особняк Жана Курция (Жана де Корта, 1551—1628), промышленника и поставщика боеприпасов для испанской армии в войне с Нидерландами в XVI веке. Здание музея было построено между 1597 и 1610 годами как частное здание и имеет характерную архитектуру с высокой вальмовой кровлей из сланца, чередующимися слоями красного кирпича и белого натурального камня на фасадах и окнами в мелкую расстекловку с крестообразными рамами. Такая архитектура представляет историко-региональный стиль, известный как архитектура Мосанского, или Маасландского, ренессанса (нидерл. Maaslandse renaissancestijl), распространённый в княжестве Льеж (часть современной Бельгии и Нидерландов), в долине реки Маас, или Мёз (фр. Meuse, валлон. Mouze).

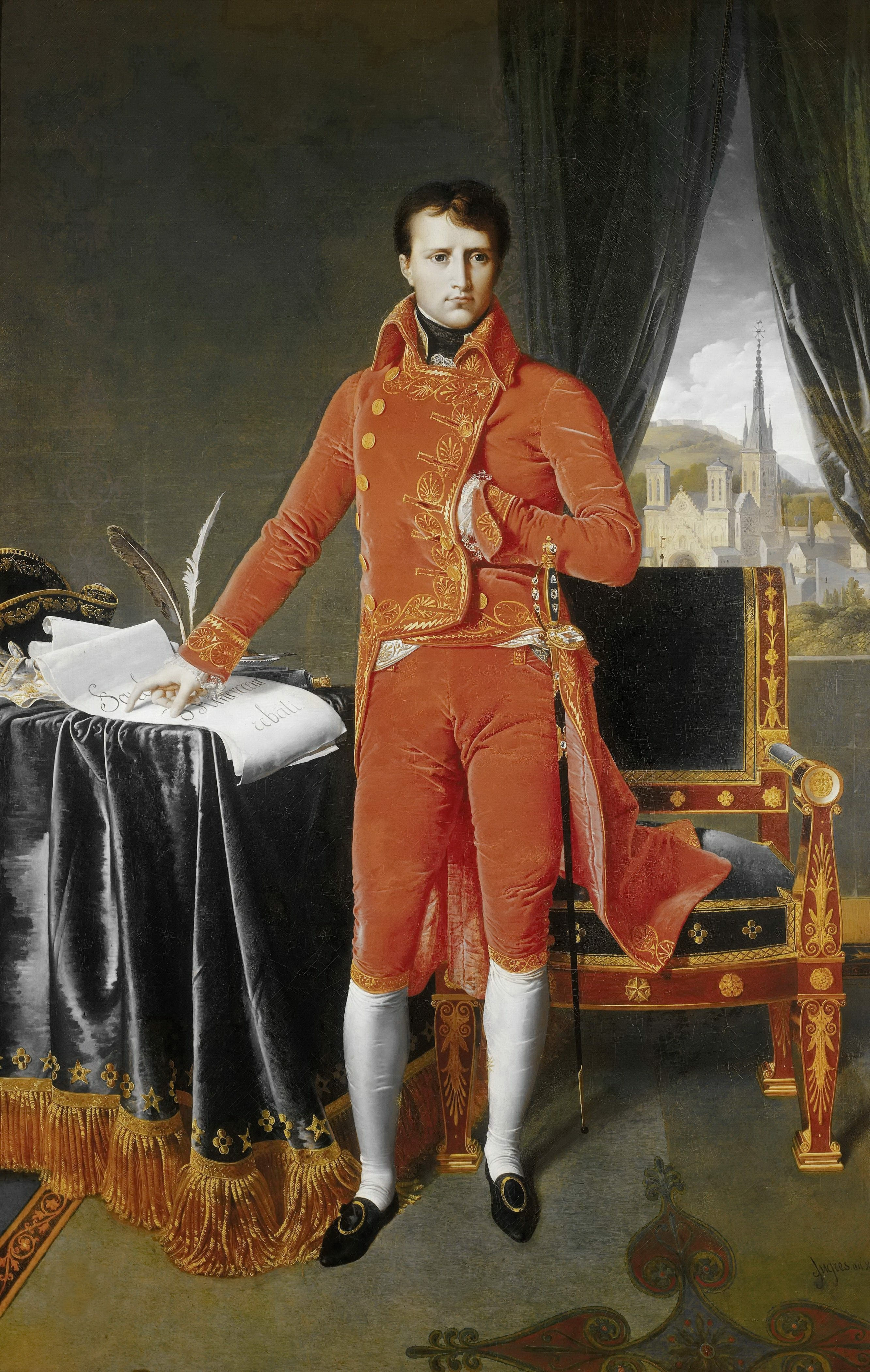
Ж.О. Д. Энгр. Бонапарт, первый консул. 1804. Холст, масло. Музей изящных искусств, Льеж

После реставрации под руководством архитектора Йозефа Лусберга 1 августа 1909 года был открыт Музей Курция (Musée Curtius). Вначале в музее размещались только археологические и исторические предметы и предметы прикладного искусства. Поэтому музей получил наименование «Musées d’Archéologie et d’Arts Decoratifs». Позднее был добавлен отдел церковного искусства, получивший название «Musée d’Art Religioux et d’Art mosan».
После реконструкции, стоимостью 50 миллионов евро, в марте 2009 года музей вновь открылся под названием «Гранд Курциус» (Le Grand Curtius). В нём размещаются объединённые коллекции четырёх бывших музеев: музея археологии, музея оружия, музея прикладного искусства, музея религиозного искусства и искусства Мосан и факультета египтологии Льежского университета.
Другой важной частью современного музея является Hôtel de Hayme de Bomal, типичный французский частный отель в стиле Людовика XVI. Дом был построен около 1775 года по заказу Жана-Батиста де Эма де Бомаля по проекту льежского архитектора Бартелеми Диньефа. В этом здании несколько раз останавливался Наполеон Бонапарт. Его портрет, написанный Энгром в 1804 году (Бонапарт, первый консул), а также скульптурный бюст и различные памятные вещи ранее входили в коллекцию музея. В начале XXI века некоторые картины из «Большого Курция» были перенесены в недавно созданный Музей изящных искусств в Льеже в рамках перераспределения коллекций Льежского музея. К ним относятся картины Яна Стена и Якоба Йорданса, а также знаменитый портрет Наполеона работы Энгра.

## Экспозиции музея
Новый Большой музей Курциуса объединяет коллекции пяти музеев города Льежа, что делает его важным культурным центром региона Маас-Рейн. В музее представлено более 100 000 предметов регионального, национального и международного значения, от доисторических кремневых топоров до вееров XVIII века. Лишь часть этой коллекции, примерно пять процентов, постоянно демонстрируется в тематически и хронологически организованной музейной экспозиции. Вместе они дают картину более чем 7000-летней истории человеческой цивилизации. Планировка музея сосредоточена, среди прочего, на археологических сокровищах Древнего Египта (из бывшей университетской коллекции), предметах римского, меровингского и франкского периодов (оригинальная коллекция Музеев археологии и декоративного искусства) долины Мааса и Рейна, скульптуры и ювелирное искусство (из бывшего Музея искусства религии и искусства Мосана), такие как позолоченный триптих-реликварий XII века, ранее находившийся в церкви Сент-Круа, а также большое количество картин фламандских живописцев XVII—XVIII веков, скульптур, фрагментов зданий, мебели, шпалер и утвари периодов Возрождения и барокко. В музее также имеется обширная коллекция старинного стекла (из бывшего Музея Верреса) и одна из самых важных коллекций исторического оружия в мире (из бывшего Музея оружия). В 2007 году музей получил крупный дар в виде французских часов, стеклянной посуды и севрского фарфора от барона и баронессы Дюсберг (так называемая коллекция Дюсберг).

## Некоторые экспонаты музея

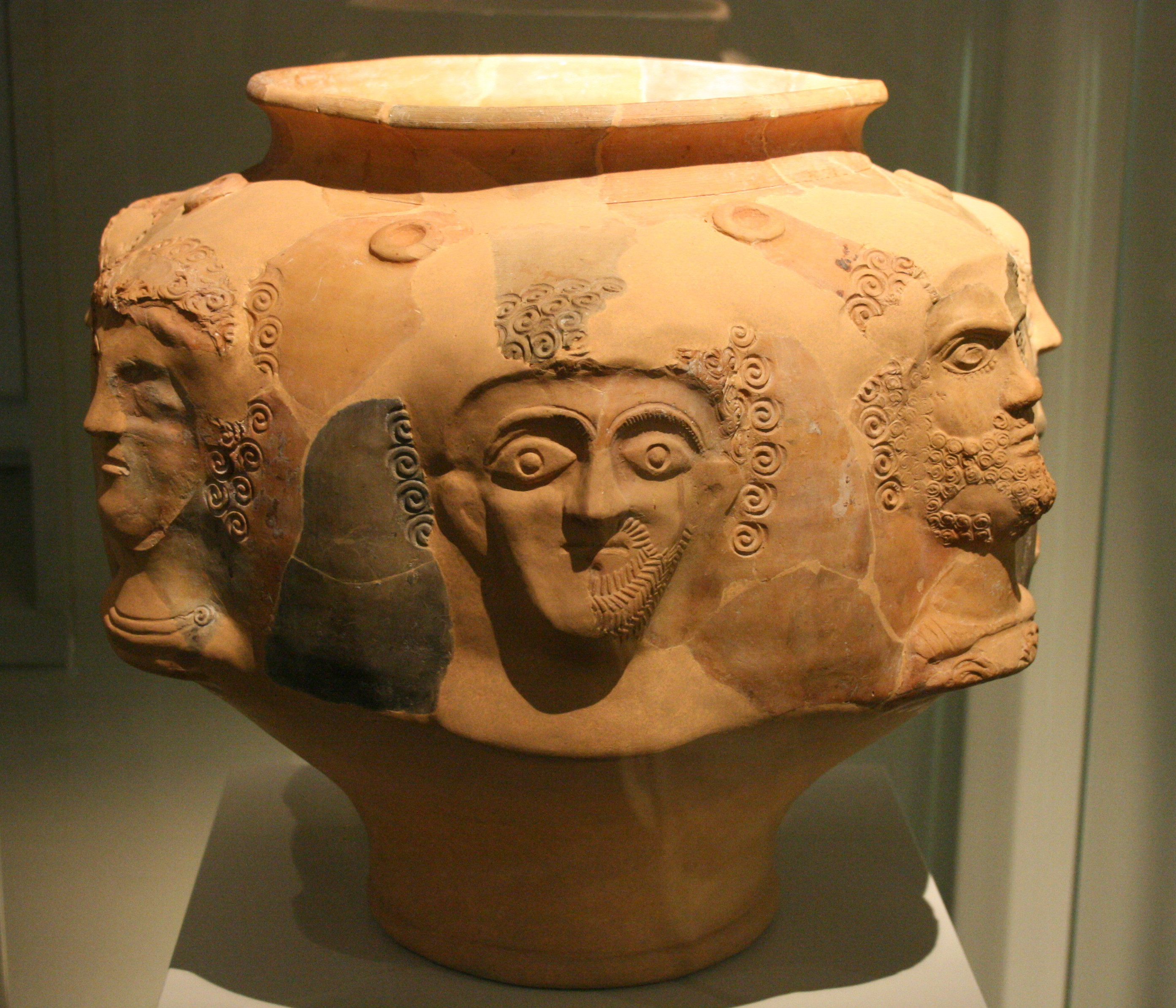
Галло-римский сосуд с маскаронами
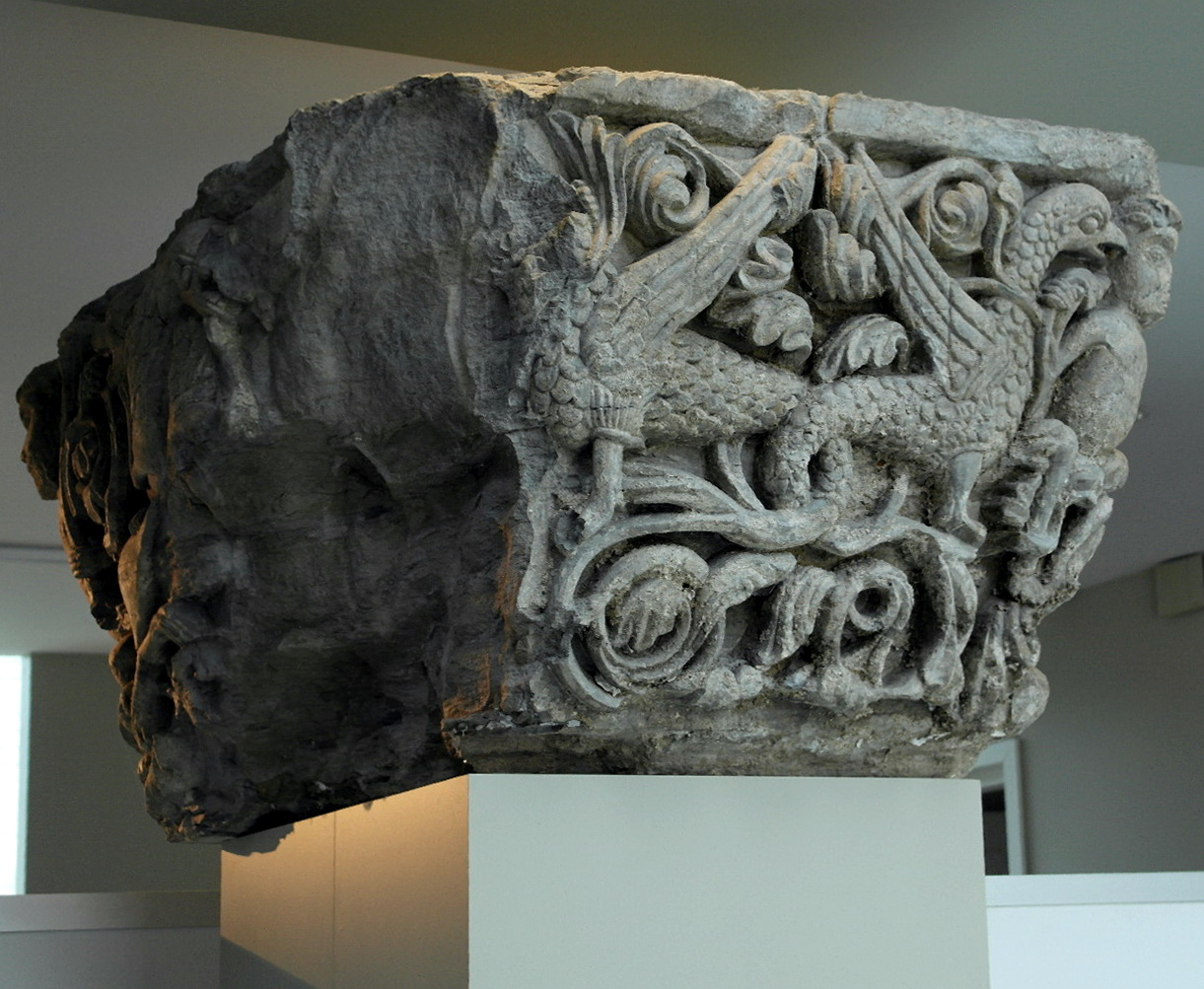
Романская капитель. Ок. 1180
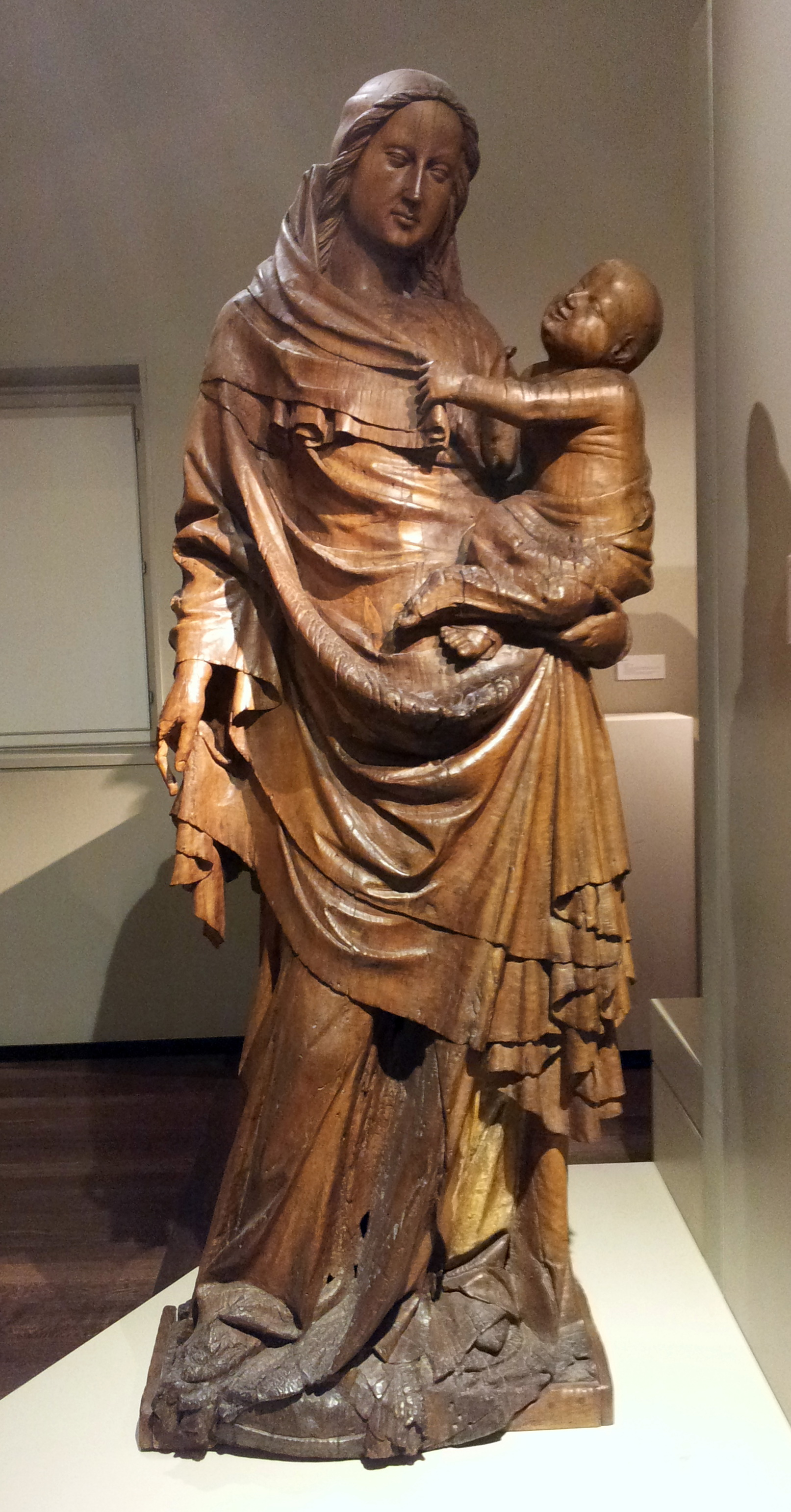
Мадонна с Младенцем. 1380-1400. Дерево
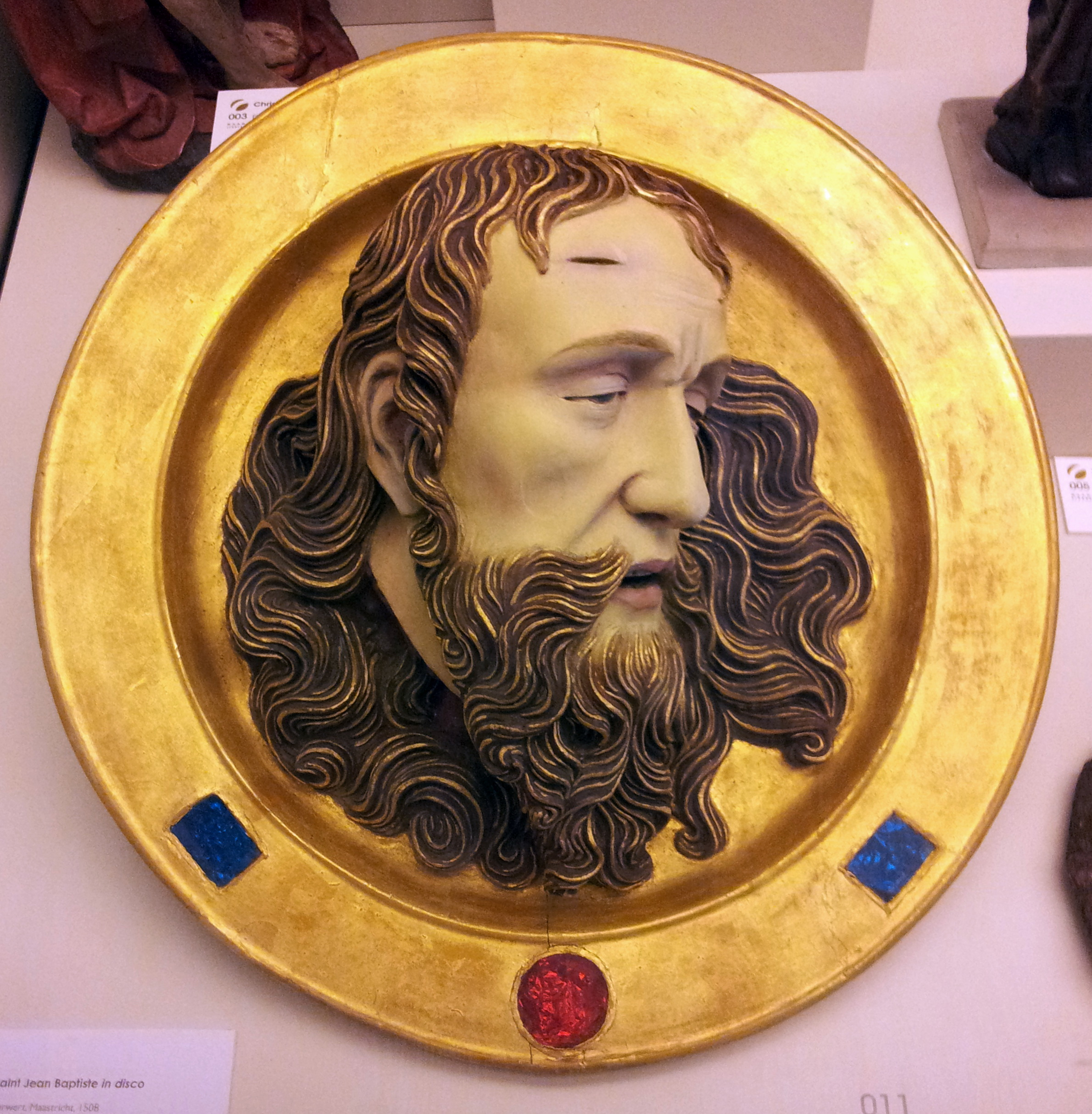
Я. ван Стеффесверт. Голова Иоанна Крестителя на блюде. 1508
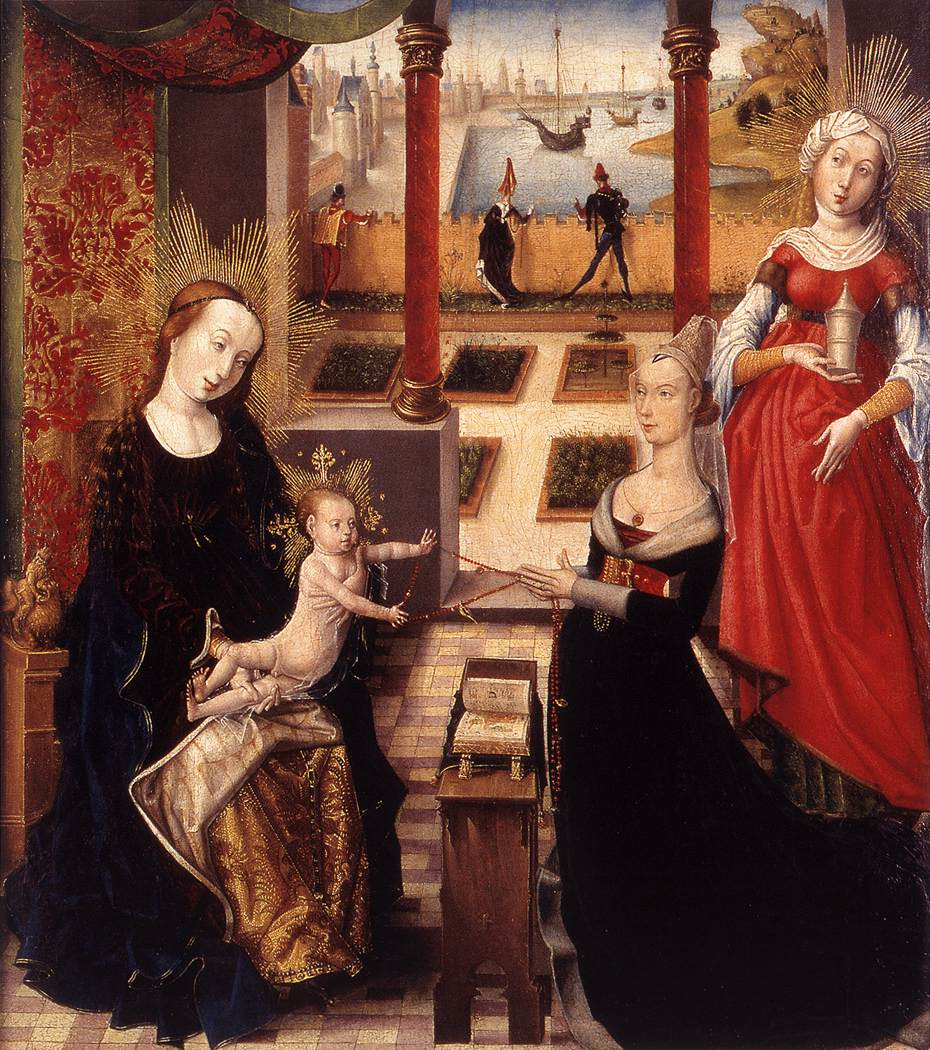
Мадонна с Младенцем, донатором и Марией Магдалиной. Ок. 1475. Дерево, масло
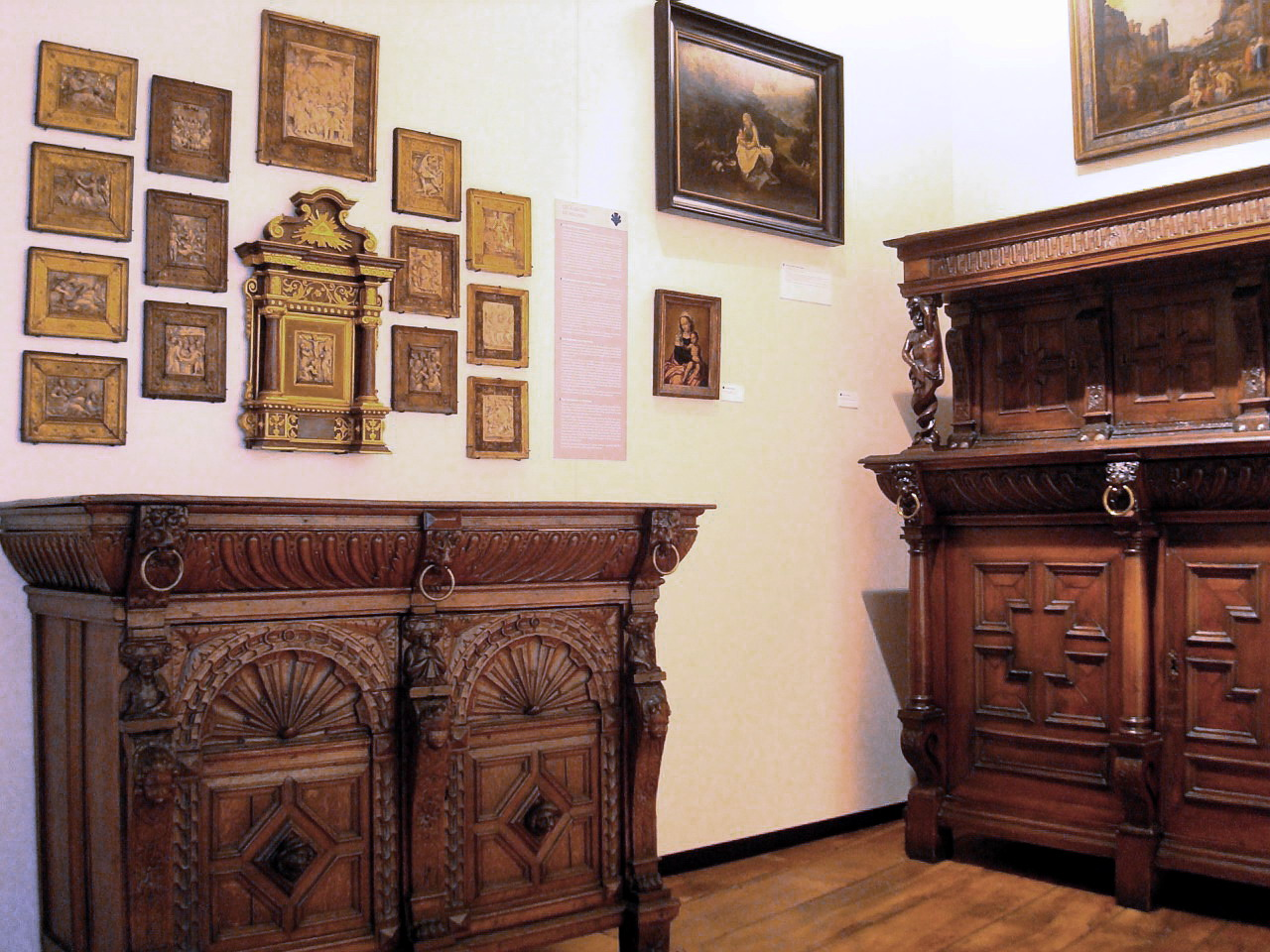
Образцы мебели XVI-XVII веков
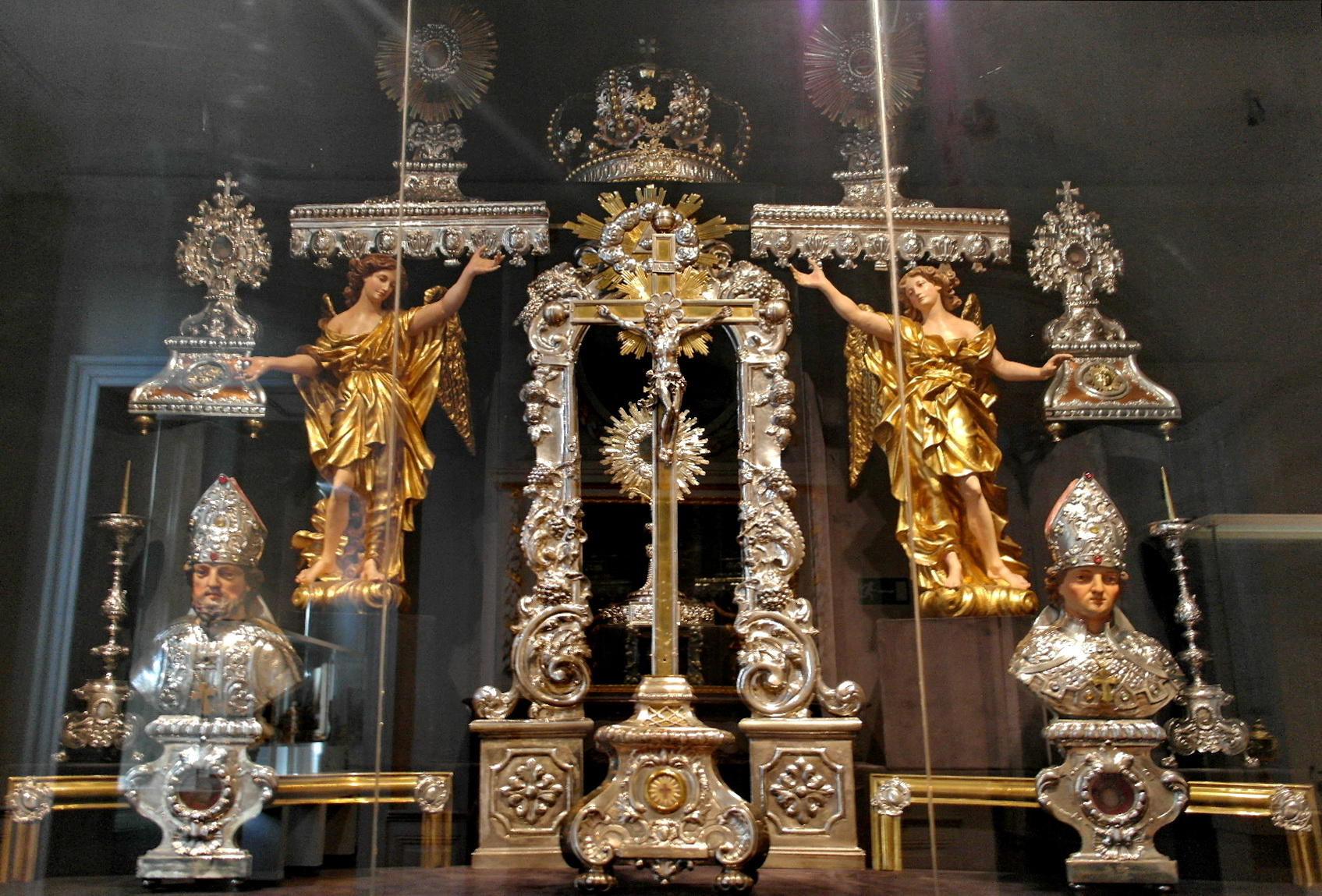
Алтарь церкви Святого Августина. Льеж, 1766-1776
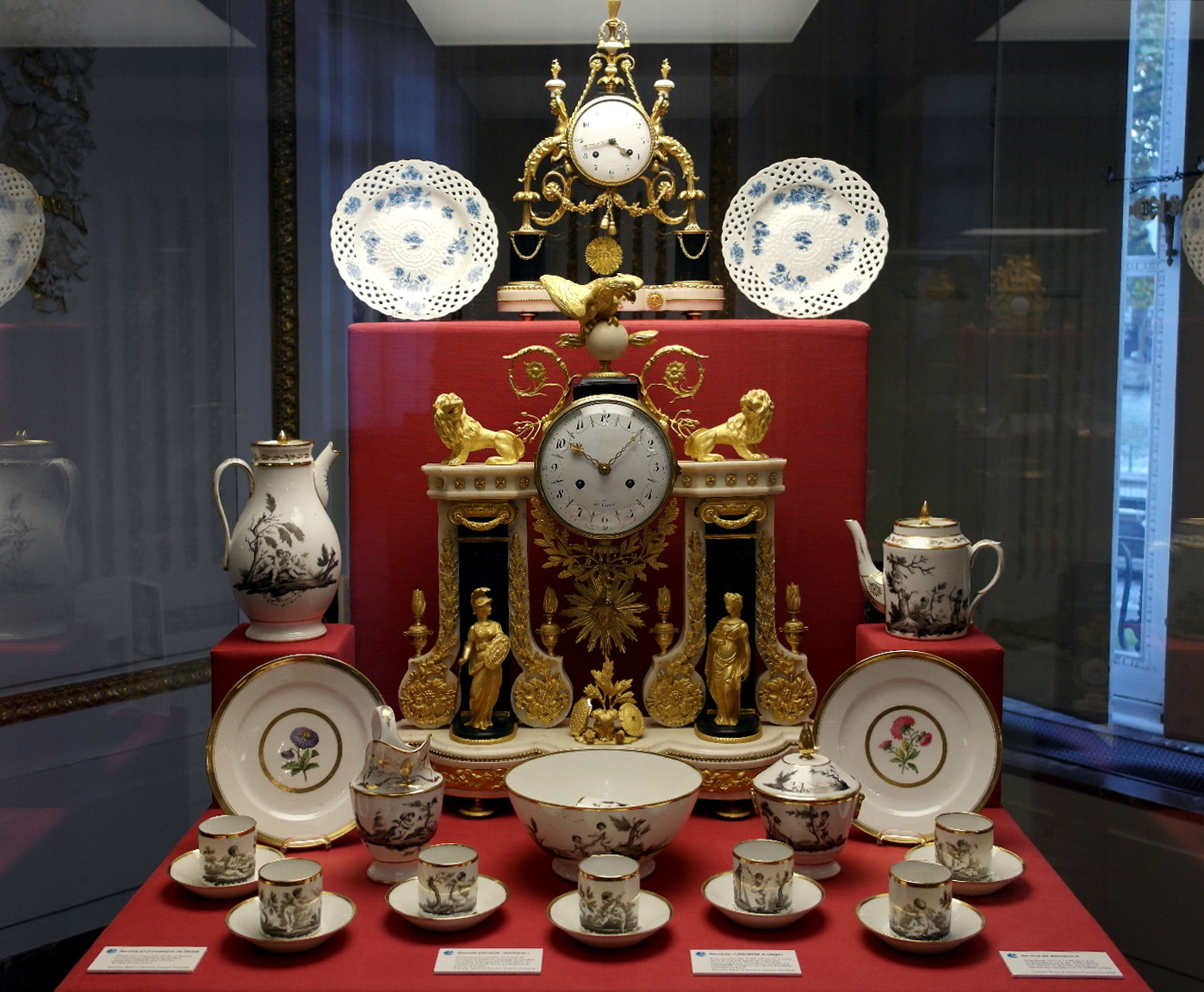
Изделия французского ампира
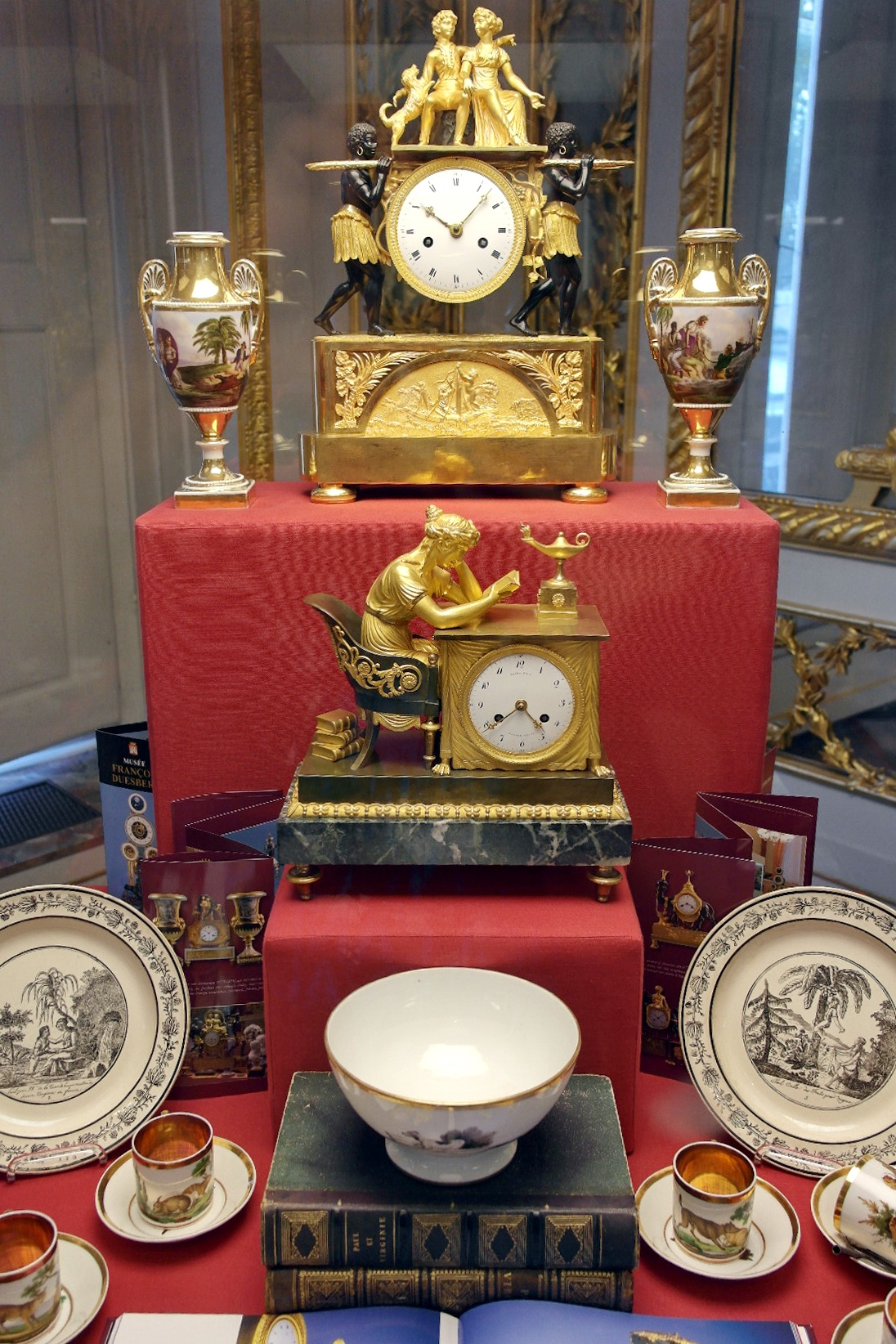
Изделия периода французского Консульства